# Brabham
Motor Racing Developments Ltd. – brytyjski konstruktor samochodów wyścigowych i zespół Formuły 1 aktywny w latach 1960–1992. Firma założona została w 1960 roku przez Australijczyków: kierowcę Jacka Brabhama i projektanta Rona Tauranaka. Zespół w trzydziestoletniej historii startów w Formule 1 zdobył cztery tytuły w klasyfikacji kierowców i dwa w klasyfikacji konstruktorów. Zdobycie tytułu mistrza świata przez Jacka Brabhama w 1966 roku jest jedynym przypadkiem w historii Formuły 1, kiedy kierowca zdobył tytuł w samochodzie firmowanym swoim nazwiskiem.
W latach 60. Brabham był największym producentem samochodów wyścigowych o otwartym nadwoziu – do 1970 roku zbudował ponad 500 samochodów. W tym okresie samochody Brabhama wygrywały mistrzostwa Formuły 2 i Formuły 3 i uczestniczyły w zawodach Indianapolis 500. W latach 70. i 80. Brabham wprowadził do Formuły 1 takie innowacje, jak „fan car” (samochód z ogromnym wentylatorem z tyłu), hamulce wykonane z włókien węglowych czy zawieszenie hydropneumatyczne. W latach 80. Nelson Piquet zdobył Brabhamem dwa tytuły mistrza świata Formuły 1 w klasyfikacji kierowców, będąc pierwszym kierowcą, który dokonał tego w samochodzie turbodoładowanym.
Brytyjski przedsiębiorca Bernie Ecclestone w latach 70. i 80. był właścicielem Brabhama (w 1988 roku sprzedał zespół), a później stał się odpowiedzialny za komercyjne oblicze Formuły 1. Ostatnim właścicielem zespołu była japońska firma inżynieryjna, Middlebridge Group. W połowie sezonu 1992 zespół przeżył załamanie finansowe, jako że Middlebridge nie zdołało spłacić pożyczek udzielonych przez Landhurst Leasing. Zespół wycofał się z zawodów Formuły 1, a sprawa została skierowana do Serious Fraud Office. W 2009 roku niemiecka organizacja, używając nazwy Brabham, zgłosiła się jako kandydat na nowy zespół w sezonie 2010. Brabham nie znalazł się jednak wśród zespołów dopuszczonych do uczestnictwa w sezonie 2010.

## Początki

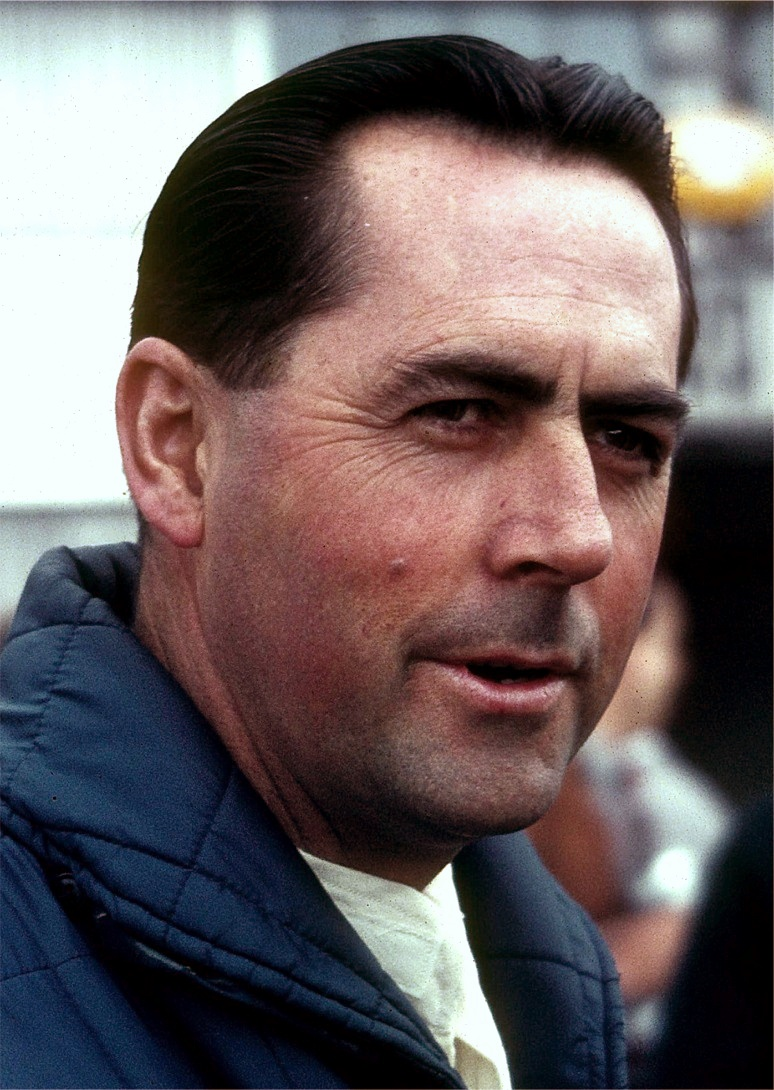
Jack Brabham miał 40 lat, kiedy zdobył tytuł w samochodzie Brabham

Firma Brabham została założona przez Jacka Brabhama i Rona Tauranaka, którzy poznali się w 1951 roku, a wcześniej obaj budowali udane samochody wyścigowe w ich ojczyźnie – Australii. Brabham odnosił duże sukcesy jako kierowca i w 1955 roku przeprowadził się do Wielkiej Brytanii, by tam kontynuować karierę kierowcy wyścigowego, gdzie jeździł dla Coopera. W 1958 roku został kierowcą w Formule 1, która według ciała zarządzającego tymi zawodami, Fédération Internationale de l’Automobile, jest najwyższą klasą wyścigów samochodów jednomiejscowych. W latach 1959 i 1960 australijski kierowca, jeżdżąc Cooperem wyposażonym w silnik umiejscowiony przed osią tylną, zdobył dwa tytuły mistrza świata w klasyfikacji kierowców.
John Cooper i główny projektant Coopera, Owen Maddock, nie rozwijali jednak samochodu. Brabham naciskał jednakże na udoskonalanie modelu i odegrał znaczącą rolę w rozwoju modelu T53, w który zaangażowany był także jego przyjaciel, Ron Tauranac. Brabham uważał, że może konstruować samochody lepiej niż Cooper, i pod koniec 1959 roku spytał się Tauranaka, czy ten nie mógłby przenieść się do Wielkiej Brytanii i pracować z nim, początkowo wytwarzając zestawy do tuningu takich samochodów jak Sunbeam Rapier czy Triumph Herald. Produkcja miałaby odbywać się w firmie Jack Brabham Motors, ale głównym celem było projektowanie w przyszłości samochodów wyścigowych. Brabham uważał Tauranaka za „naprawdę jedynego faceta”, z którym mógłby założyć spółkę. By osiągnąć cel, Australijczycy założyli firmę Motor Racing Developments Ltd. (MRD), celowo unikając nazywania firmy nazwiskiem któregoś z nich. Nowa firma konkurowała później z Cooperem o dostarczanie klientom samochodów wyścigowych. Jako że Brabham wciąż był zatrudniony przez Coopera, Tauranac wyprodukował pierwszy samochód MRD (dla Formuły Junior) w tajemnicy. „Zdemaskowana” latem 1961 roku firma MRD zmieniła nazwę. Dziennikarz motoryzacyjny Gérard Crombac zwracał uwagę, że skrót MRD czytany według prawideł języka angielskiego brzmi podobnie do francuskiego słowa merde. Samochody spółki zaczęły zatem startować pod nazwą Brabham, a ich oznaczenia zaczynały się od liter BT – tj. „Brabham Tauranac”. Pierwszy prototyp Formuły Junior miał zatem oznaczenie BT1, a pierwszy samochód, który ścigał się w tej serii, oznaczony był symbolem BT2.
W sezonie 1961 Formuły 1 bardziej od Coopera samochody z silnikami umieszczonymi przed osią tylną rozwijały głównie Ferrari i Lotus. Jack Brabham miał słaby sezon, w którym zdobył zaledwie cztery punkty. W 1962 roku Australijczyk opuścił Coopera, by kierować własnym zespołem o nazwie Brabham Racing Organisation, który używał samochodów wyprodukowanych przez Motor Racing Developments.

## Formuła 1

### 1961–1970: Jack Brabham i Ron Tauranac

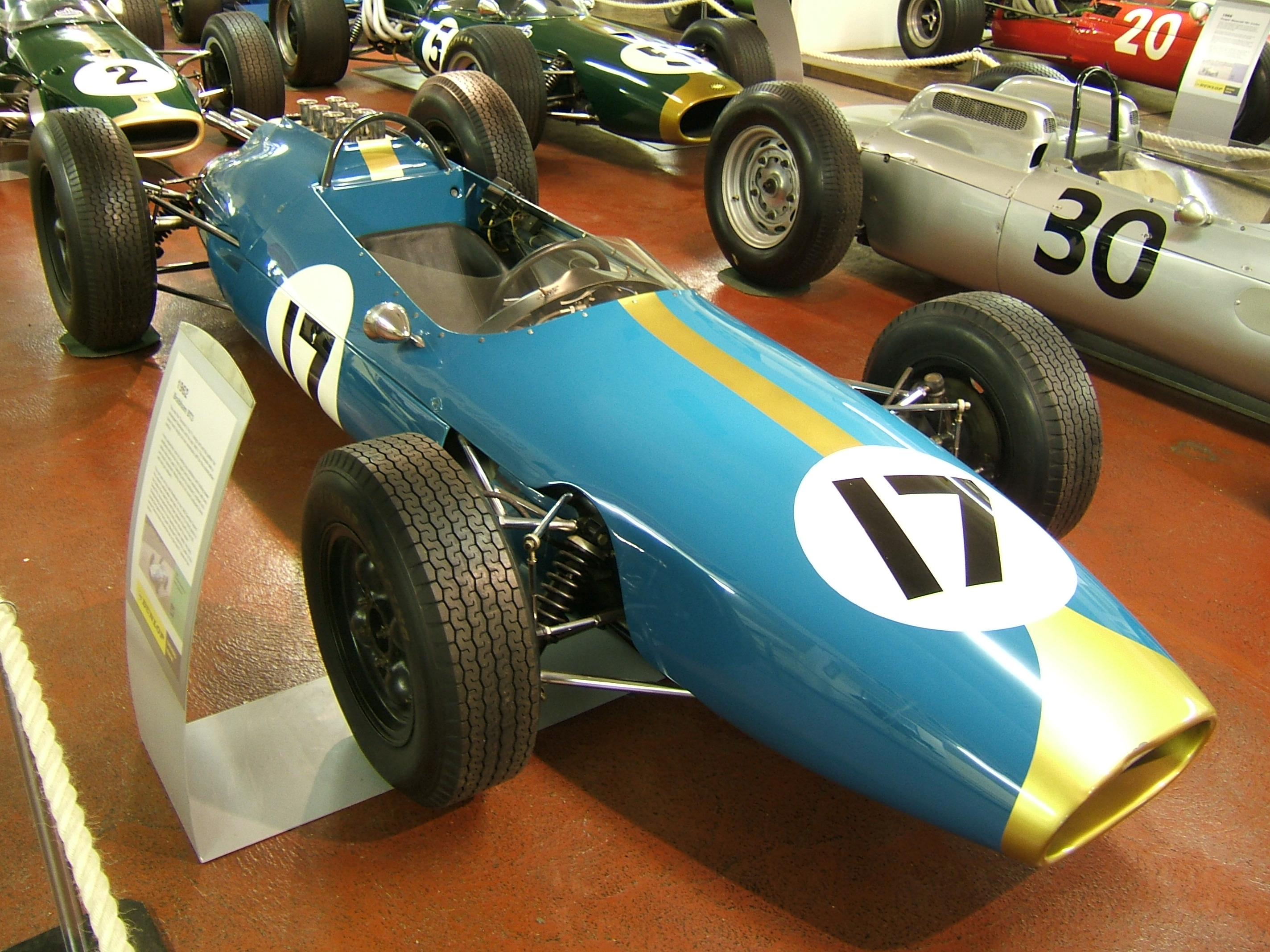
Brabham BT3, pierwszy samochód Formuły 1 konstrukcji Brabhama

Motor Racing Developments początkowo koncentrowało się na zarabianiu pieniędzy poprzez dostarczanie samochodów w niższych formułach, więc nowy samochód Formuły 1 był gotowy dopiero w połowie sezonu 1962. Zespół Brabham Racing Organisation rozpoczął sezon nabytym od Lotusa modelem 21, w którym Brabham zdobył dwa punkty; wprawdzie początkowo Brabham kupił model 24, ale po pożarze warsztatu musiał skorzystać z modelu 21. Podczas Grand Prix Niemiec zadebiutował turkusowy Brabham BT3. Jack Brabham nie dojechał do mety z powodu awarii przepustnicy na dziewiątym z 15 okrążeń. Jednakże w dwóch ostatnich wyścigach sezonu Brabham dwukrotnie zajął czwarte miejsce.
Na sezon 1963 drugim kierowcą zespołu, obok Jacka Brabhama, został Amerykanin Dan Gurney. Samochody Brabhama zostały przemalowane w wyścigowe barwy Australii: zielony i złoty. Jack Brabham odniósł w tymże roku pierwsze zwycięstwo dla swojego zespołu, co miało miejsce podczas niezaliczanego do klasyfikacji Mistrzostw Świata wyścigu Solituderennen. W sezonie 1964 Gurney wygrał dla zespołu Brabham dwa wyścigi Grand Prix, wliczane do mistrzostw: we Francji oraz w Meksyku. Ponadto samochody konstrukcji Brabhama wygrały w 1964 roku trzy wyścigi niewliczane do mistrzostw. Sezon 1965 nie obfitował już w takie sukcesy, a samochody Brabhama nie odniosły ani jednego zwycięstwa. W trzech pierwszych pełnych sezonach Brabham dwukrotnie był trzeci w klasyfikacji konstruktorów, a raz zajął czwarte miejsce. Jednakże słaba niezawodność zaprzepaściła kilkakrotnie szanse na lepsze wyniki. Tauranac zauważył, że ten problem można było wyeliminować, gdyby zespół miał więcej pieniędzy i trzeciego mechanika.

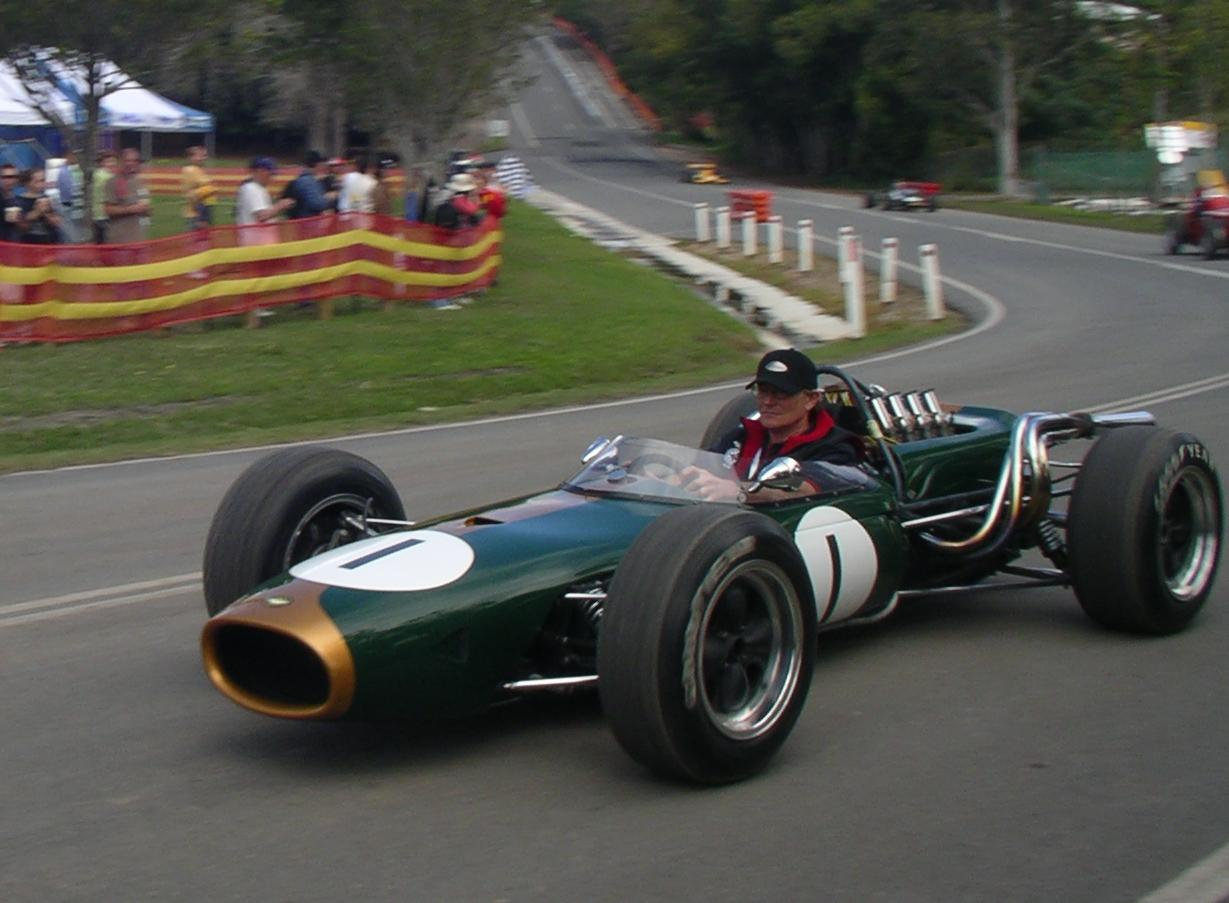
Brabham BT19, pierwszy mistrzowski samochód Formuły 1 konstrukcji Brabhama

Na sezon 1966 CSI (ówczesny organ zarządzający Formułą 1) zwiększył dozwoloną maksymalną pojemność silników z 1,5 do 3 litrów; skutkiem tego było otrzymanie przez wiele zespołów niekonkurencyjnych silników. Brabham skorzystał z silników firmy Repco, która skonstruowała silnik oparty w dużej mierze na dostępnych częściach – na przykład blok silnika pochodził od bloku silnika wówczas już nieprodukowanego Oldsmobile’a F-85. Pracujący w firmie Repco inżynier Phil Irving był odpowiedzialny za skonstruowanie konkurencyjnego silnika w krótkim czasie. Niewielu spodziewało się, że w 1966 roku Brabham odniesie sukcesy. Samochody Brabhama były jednak lekkie, niezawodne i zużywały stosunkowo niewiele paliwa, dzięki czemu Jack Brabham wygrał już trzeci wyścig sezonu, Grand Prix Francji; był to pierwszy przypadek w Formule 1, że kierowca wygrał wyścig w samochodzie nazwanym swoim nazwiskiem, później dokonał tego jeszcze tylko Bruce McLaren. Brabham wygrał jeszcze trzy następne wyścigi i zdobył swój trzeci tytuł mistrza świata, stając się jedynym kierowcą w historii Formuły 1, który został mistrzem świata, prowadząc bolid nazywający się tak jak on. W sezonie 1967 mistrzem świata został zespołowy kolega Brabhama, Denny Hulme. Przyczyną tego była prawdopodobnie chęć przetestowania przez Jacka Brabhama nowych części jako pierwszy, co nie zawsze było udane. W latach 1966–1967 Brabham zdobył również tytuły mistrzowskie w klasyfikacji konstruktorów.
Na 1968 rok Hulme’a (który odszedł do McLarena) zastąpił Jochen Rindt. Repco zbudowało nowe, mocniejsze silniki V8, by utrzymać konkurencyjność względem nowych silników Forda – DFV. Samochód okazał się jednak niezwykle zawodny, a kiepska komunikacja pomiędzy Australią a Wielką Brytanią powodowała, że zidentyfikowanie i poprawienie problemów było bardzo trudne. Samochód był szybki (Rindt dwukrotnie w sezonie zdobył pole position), ale kierowcy dojechali do mety zaledwie trzykrotnie. Ostatecznie kierowcy Brabhama wywalczyli w sumie 10 punktów, a Brabham został sklasyfikowany na ósmym miejscu w klasyfikacji konstruktorów.

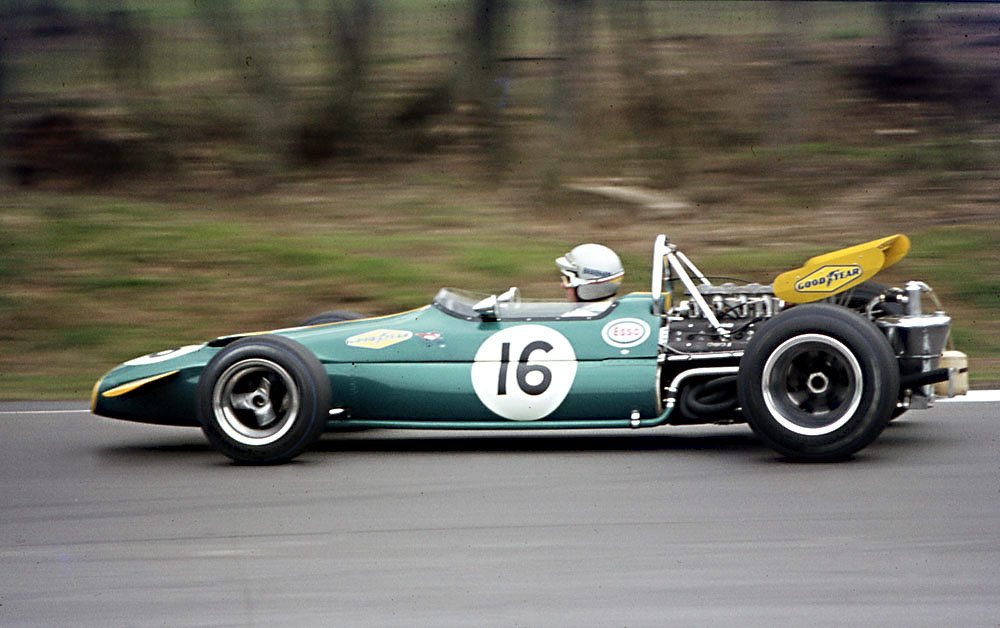
Brabham BT33. Brabham był konserwatywny w kwestii techniki i nie stosował monocoque’u do roku 1970

Mimo że Brabham zrezygnował ze współpracy z Repco i na 1969 zakupił silniki Ford DFV, Rindt odszedł do Lotusa. Zastąpił go Jacky Ickx, który wygrał dwa wyścigi (w Niemczech i Kanadzie) i w klasyfikacji generalnej kierowców zajął drugie miejsce, z 37 punktami (mistrzem został Jackie Stewart, który zdobył 63 punkty). Jack Brabham miał wypadek podczas testów, na skutek którego nie wziął udziału w trzech wyścigach. Zdobył on dwa pole position i tyle samo razy stawał na podium, ale nie ukończył połowy wyścigów. Zespół zdobył drugie miejsce w klasyfikacji konstruktorów. Ponadto dwukrotnie – w Monako i Watkins Glen – drugie miejsce zajął Piers Courage, który ścigał się wtedy dla zespołu Frank Williams Racing Cars, korzystającego z zakupionego Brabhama BT26A.
Jack Brabham zapowiedział, że z końcem 1969 roku zakończy karierę i sprzeda udziały w zespole Tauranakowi. Jednakże informacja, że Rindt zostaje w Lotusie, skłoniła Australijczyka to wzięcia udziału w charakterze kierowcy jeszcze w sezonie 1970. Grand Prix Republiki Południwej Afryki 1970 było ostatnim zwycięskim wyścigiem Jacka Brabhama, który – mimo kilku awarii samochodu – zaliczył udany sezon i był konkurencyjnym kierowcą. Jego partnerem w zespole był Rolf Stommelen. Zespół zdobył 35 punktów i czwarte miejsce w klasyfikacji konstruktorów.

### 1971: Ron Tauranac

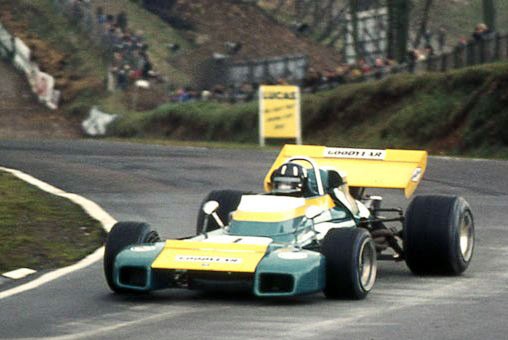
Brabham BT34, posiadający „szczypce homara”

Przed sezonem 1971 Jack Brabham sprzedał swoje udziały w zespole Ronowi Tauranakowi. Na sezon ten zespół zatrudnił w charakterze kierowców dwukrotnego mistrza świata Grahama Hilla oraz Tima Schenkena. Dla Hilla Tauranac zaprojektował specjalną odmianę modelu BT34, która posiadała dwie chłodnice zamontowane przed przednimi kołami; rozwiązanie to było określane przez media jako „szczypce homara”. Hill wygrał niewliczane do mistrzostw zawody BRDC International Trophy na Silverstone, ale w oficjalnych Grand Prix zdobył w sezonie 1971 zaledwie dwa punkty. Zespół zdobył w sumie 5 punktów, i zajął 9. miejsce na koniec sezonu.
Tauranac zaczął rozumieć, że budżet zespołu w wysokości stu tysięcy funtów nie wystarczy, aby móc pracować samodzielnie, rozpoczął więc poszukiwania doświadczonego partnera finansowego. Pod koniec 1971 roku sprzedał on zespół za 100 tysięcy funtów brytyjskiemu przedsiębiorcy, Berniemu Ecclestone’owi. Ecclestone wcześniej był menadżerem Jochena Rindta oraz właścicielem zespołu Connaught. Po sprzedaniu zespołu Tauranac nadal projektował samochody.

### 1972–1987: Bernie Ecclestone

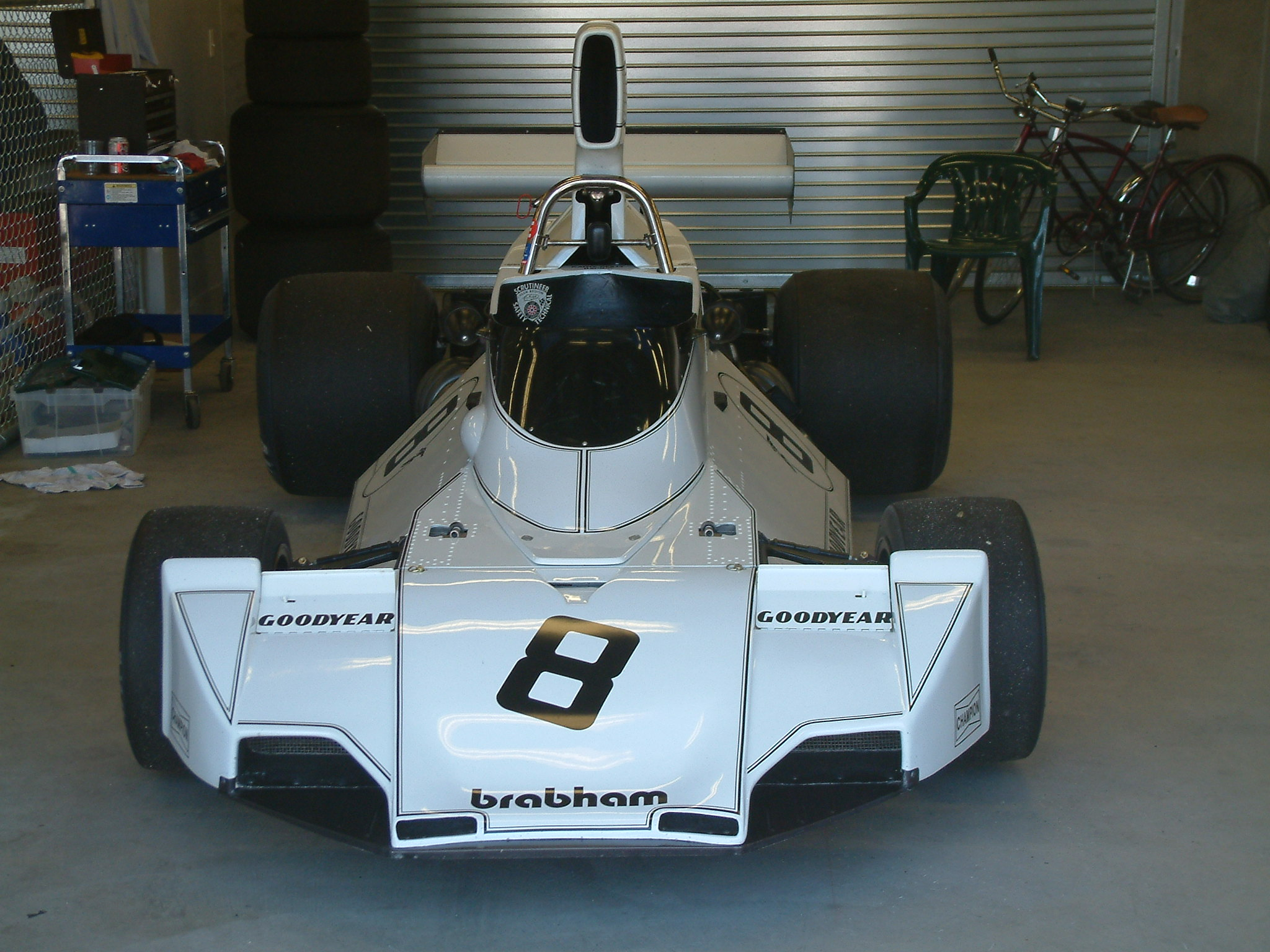
Brabham BT44. Model ten był używany w sezonach 1974 i 1975

Tauranac opuścił zespół na początku sezonu 1972, ponieważ Ecclestone zmienił sposób prowadzenia zespołu bez konsultacji z nim. Ecclestone zauważył, że nie byli oni w stanie się porozumieć, a każdy z nich chciał narzucić swoje stanowisko. W sezonie tym Brabham wystawił trzy różne modele, a największym osiągnięciem było pole position Carlosa Reutemanna i zwycięstwo tegoż kierowcy w niewliczanym do mistrzostw Grand Prix Interlagos. W sezonie 1973 głównym projektantem został Południowoafrykańczyk, Gordon Murray. Murray zaprojektował model BT42 o trójkątnym przekroju. W samochodzie tym Reutemann dwukrotnie zdobył trzecie miejsce, i zakończył sezon na siódmej pozycji w klasyfikacji kierowców. Poza Murrayem Ecclestone zatrudnił także Herbiego Blasha, który miał być odpowiedzialny za program wdrażania Brabhama do Formuły 2. Jednak już w 1973 roku Blash został menadżerem zespołu Brabham w Formule 1 i pracował z Murrayem i Ecclestonem przez następne 15 lat.
W sezonie 1974 Reutemann trzy razy wygrał, a zwycięstwo w Grand Prix Republiki Południowej Afryki było pierwszym w jego karierze, a pierwszym zespołu Brabham od sezonu 1970. Zespół zakończył sezon na piątym miejscu w klasyfikacji generalnej. Sezon 1975 rozpoczął się dobrze, od zwycięstwa Carlosa Pace w Grand Prix Brazylii. Jednakże w sezonie wystąpiły problemy z oponami. Pace zakończył sezon na szóstej pozycji, a Reutemann na trzeciej. Również Brabham był trzeci w klasyfikacji zespołów.
Podczas gdy konkurencyjne zespoły – McLaren i Lotus – były napędzane silnikami Ford DFV od końca lat 60. do początku lat 80., Ecclestone chciał znaleźć przewagę poprzez inne rozwiązanie. Mimo sukcesów silników DFV, Ecclestone podpisał umowę z włoskim producentem Alfa Romeo. Firma ta w myśl umowy miała za darmo dostarczać Brabhamowi swoje duże i mocne silniki typu bokser od sezonu 1976. Silniki te sprawiały jednak, że model BT45 (w barwach Martini Racing) był zawodny i zbyt ciężki. W sezonach 1976 oraz 1977 samochody Brabhama spisywały się słabo. W 1976 roku Reutemann wynegocjował przedterminowe zerwanie kontraktu i przeszedł do Ferrari. W 1977 roku zastąpił go John Watson. Na początku tego roku Pace zginął w wypadku awionetki.
Na sezon 1978 Brabham wystawił model BT46. Murray starał się przezwyciężyć problemy związane z umiejscowieniem silnika. Ecclestone podpisał kontrakt z dwukrotnym mistrzem świata, Niki Laudą. Wynagrodzenie dla Laudy w wysokości miliona dolarów płaciła włoska firma Parmalat. W sezonie 1978 dominował Lotus 79 wykorzystujący efekt przypowierzchniowy, ale Brabham odniósł dwa zwycięstwa, w tym jedno w wersji „B” modelu, wyróżniającej się ogromnym wentylatorem z tyłu.
Partnerstwo z Alfą Romeo zakończyło się w trakcie trwania sezonu 1979. Był to także pierwszy sezon pełnych startów w Brabhamie Brazylijczyka Nelsona Piqueta. Murray zaprojektował w pełni wykorzystujący efekt przypowierzchniowy model BT48, który koncentrował się wokół szybko rozwijanego silnika V12. Brabham stosował również hamulce z włókien węglowych; Brabham jako pierwszy w 1976 roku zastosował tę innowacyjną technologię, zaczerpniętą z lotnictwa. Samochód jednak okazał się trudny w prowadzeniu, a nowy silnik – awaryjny. Skutkiem tego zespół zakończył sezon na ósmym miejscu w klasyfikacji konstruktorów. Alfa Romeo rozpoczęła testowanie własnego samochodu Formuły 1, co pozwoliło Ecclestone’owi wrócić do silników DFV. Nowy i lżejszy, napędzany tym silnikiem model BT49, zadebiutował podczas Grand Prix Kanady 1979. Po treningu do wyścigu o to Grand Prix Niki Lauda ogłosił niezwłoczne wycofanie się z wyścigów; później wyjaśnił, że „w ogóle nie cieszyła go jazda w kółko po torach”.

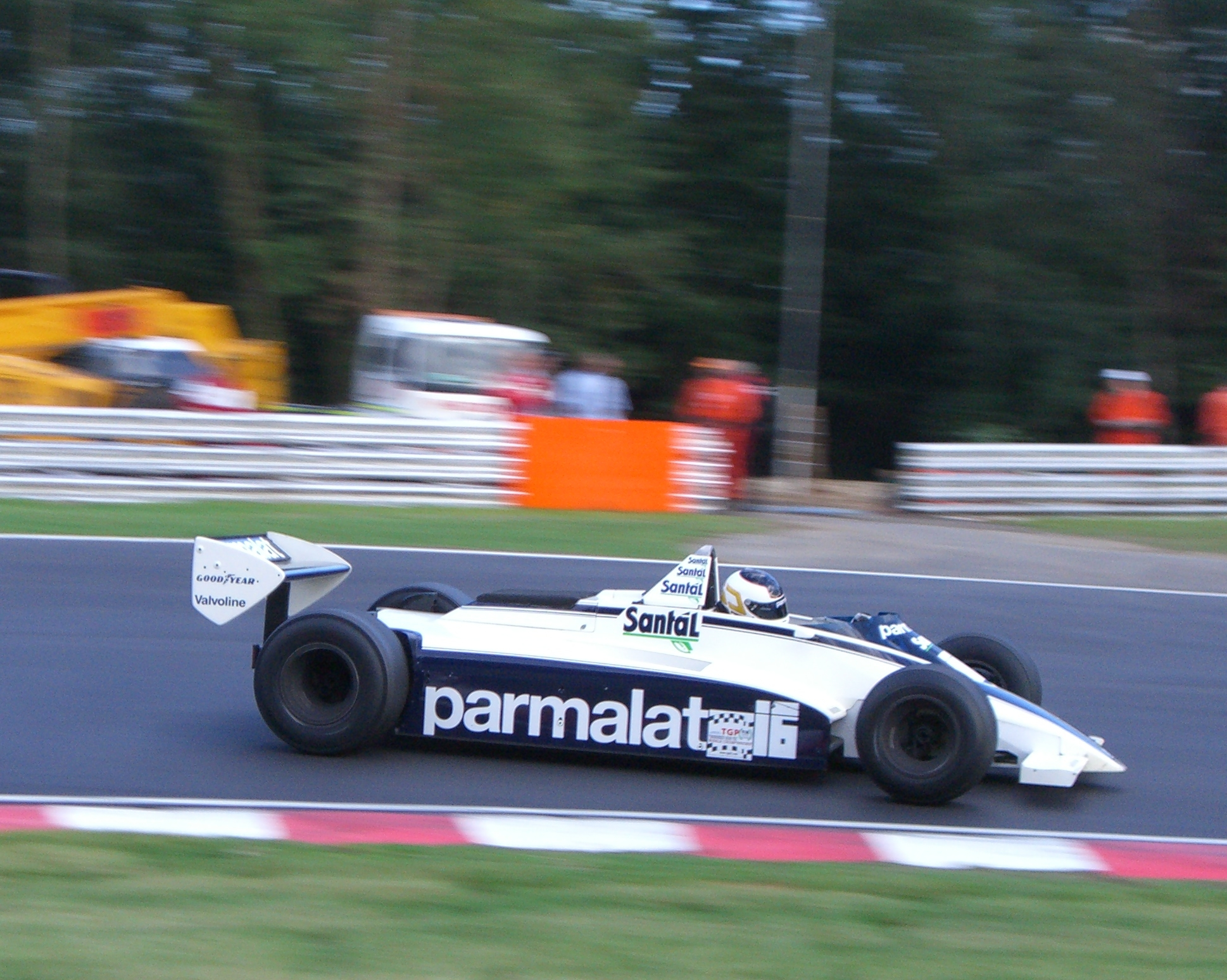
Brabham BT49 uczestniczył w wyścigach Formuły 1 przez ponad cztery sezony, a Nelson Piquet zdobył nim tytuł mistrza świata

Zespół używał modelu BT49 przez ponad cztery sezony. W sezonie 1980 Piquet trzy razy wygrał wyścig, zdobywając tytuł wicemistrza świata, a Brabham zajął trzecie miejsce w klasyfikacji kierowców. Wtedy też rozpoczęto malowanie samochodów Brabham w kolory biały i niebieski. Na sezon 1981 zespół rozwijał model BT49, stosując po raz pierwszy hydropneumatyczne zawieszenie, które zapewnia stały prześwit pojazdu; rozwiązanie to miało pomóc w uniknięciu zmniejszenia docisku. Piquet, blisko współpracujący z Murrayem, wygrywając trzy wyścigi, zdobył tytuł mistrza świata, mimo że pojawiły się oskarżenia, że zespół oszukuje. W klasyfikacji zespołów Brabhama wyprzedził tylko Williams.
W 1977 Renault wprowadziło do Formuły 1 silniki turbodoładowane. Latem 1981 roku Brabham testował rzędowy silnik BMW z turbosprężarką o oznaczeniu M12. Na sezon 1982 zespół zaprojektował samochód, który jak najlepiej wykorzystywałby możliwości silnika BMW. We wczesnej części sezonu Brabham nadal korzystał z silników Forda, a w międzyczasie w związku z planowanym stosowaniem części BMW rozwiązywano problemy z niezawodnością i prowadzeniem samochodu. BMW nalegało, by Brabham zaczął stosować ich silniki najszybciej, jak to możliwe. Pierwsze zwycięstwo Brabhama-BMW nastąpiło za sprawą Piqueta w Grand Prix Kanady. W klasyfikacji konstruktorów Brabham zakończył sezon na piątym miejscu. W klasyfikacji kierowców zwycięzca Grand Prix Monako, Riccardo Patrese, był dziesiąty, a Piquet – jedenasty. W sezonie 1983 Piquet zdobył tytuł mistrza świata, okazując się lepszym od Alaina Prosta. Był to pierwszy raz w historii Formuły 1, kiedy kierowca zdobył tytuł w samochodzie napędzanym jednostką turbo. Patrese był jedynym obok Piqueta kierowcą w tamtym okresie, który wygrał wyścig dla Brabhama. Włoch w sezonie 1983 był dziewiąty, z 13 punktami. Mimo sukcesów Piqueta w latach 1981 oraz 1983, Brabham nie zdobył tytułu mistrza świata w klasyfikacji konstruktorów.

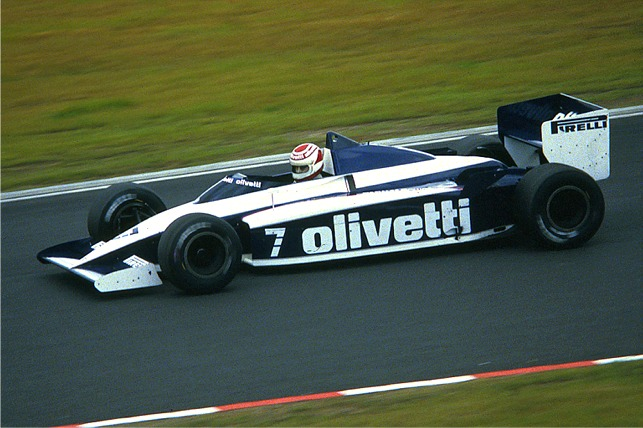
Brabham BT54 w sezonie 1985 był wyposażony w opony Pirelli

W sezonie 1984 Piquet wygrał wyścigi o Grand Prix Kanady i Stanów Zjednoczonych Wschód. W sezonie 1985 Piquet wygrał Grand Prix Francji i było to ostatnie zwycięstwo zespołu Brabham w Formule 1. Po roku 1985 Piquet przeszedł do Williamsa. Po siedmiu latach spędzonych w Brabhamie i zdobytych dwóch tytułach mistrza świata Brazylijczyk, uznawszy iż zasługuje na lepszą płacę, niż oferował mu Ecclestone na sezon 1986, opuścił zespół. W sezonie 1984 w klasyfikacji kierowców Piquet był piąty, a w 1985 – ósmy. Sezon 1986 był dla Brabhama bardzo nieudany. Nadzwyczajnie długi i niski model BT55, skonstruowany pod kątem poprawy aerodynamiki i obniżenia środka ciężkości, zdobył tylko dwa punkty. Podczas testów na torze Paul Ricard zginął w wypadku kierowca zespołu, Elio de Angelis. W sierpniu BMW, po uprzednim rozważeniu założenia własnego zespołu Formuły 1, ogłosiło, że wycofuje się z Formuły 1 z końcem sezonu. Murray, który był bardziej zaangażowany w prowadzenie zespołu po tym, gdy Ecclestone stał się bardziej zaangażowany w swoją rolę, którą pełnił w FOCA, stwierdził, że zaczęła zawodzić droga, którą Brabham podążał przez 15 lat. W listopadzie 1986 roku Murray przeszedł do McLarena.
BMW mimo odejścia wywiązało się z umowy, która zobowiązywała ich do dostarczania silników w sezonie 1987. Silniki te były jednak niekonkurencyjne. Pionowe części, wokół których był skoncentrowany nowy samochód Brabhama, zostały sprzedane do Arrowsa. Najważniejsi pracownicy Brabhama, w tym Murray, uważali, że wtedy Ecclestone stracił chęć prowadzenia zespołu. Sezon 1987 był tylko trochę bardziej udany niż poprzedni – Patrese i de Cesaris zdobyli w sumie 10 punktów i dwukrotnie trzecie miejsce (w Belgii i Meksyku). Na sezon 1988 Brabham nie był w stanie zapewnić sobie silników, dlatego też podczas Grand Prix Brazylii Ecclestone ogłosił, że zespół nie weźmie udziału w sezonie 1988 Mistrzostw Świata Formuły 1. Następnie sprzedał MRD Alfie Romeo.
Następnie zespół został sprzedany szwajcarskiemu finansiście Joachimowi Luhti. Herbie Blash odszedł z zespołu i rozpoczął pracę w firmie Ecclestone’a – FOCA Television.

### 1989: Joachim Luhti
Zmiana właściciela nastąpiła, gdy Brabham nie brał udziału w zawodach Formuły 1. Na sezon 1989 nowy model, BT58, był napędzany silnikami Judd (pierwotnie jedną z firm Jacka Brabhama). Kierowcami zespołu zostali Stefano Modena i Martin Brundle. Zespół zakończył sezon na ósmym miejscu w klasyfikacji konstruktorów, a Modena wywalczył dla Brabhama ostatnie podium (w Grand Prix Monako). Niepokojący był jednak fakt, że Brundle dwukrotnie w sezonie nie zdołał się prekwalifikować.

### 1990–1992: Middlebridge Racing
W połowie 1989 roku Luhti został aresztowany za oszustwa podatkowe. Zespół przejęła japońska firma inżynieryjna Middlebridge Group Limited, której właścicielem był miliarder Koji Nakauchi. Firma ta była właścicielem zespołu Formuły 3000, Middlebridge Racing. Grupa zapłaciła za przejęcie Brabhama milion funtów pożyczone przez Landhurst Leasing. Zespół miał jednak niewielkie zasoby finansowe, i w ciągu trzech ostatnich sezonów swojego istnienia jego kierowcy zdobyli zaledwie 5 punktów. W sezonie 1990 jedyne punkty za piąte miejsce w Grand Prix Stanów Zjednoczonych zdobył Modena. W sezonie tym w zespole Brabham zadebiutował młodszy syn Jacka Brabhama, David. Zespół zakończył sezon na dziewiątym miejscu w klasyfikacji konstruktorów. W sezonie 1991 dla zespołu jeździli Brundle i Mark Blundell, którzy zdobyli wtedy łącznie 3 punkty. Z powodu słabych wyników w pierwszej części sezonu kierowcy ci w drugiej części sezonu musieli się prekwalifikować, co Blundellowi nie udało się w Japonii, a Brundle’owi w Australii. W sezonie 1992 w Brabhamie startował syn Grahama Hilla, Damon, który zastąpił ostatnią kobietę w Formule 1 – Giovannę Amati po tym, jak jej sponsor nie zapłacił za jej starty należnych pieniędzy.
Ostatnie samochody zespołu projektował Argentyńczyk Sergio Rinland. Samochody te były napędzane przez jednostki Judd (z wyjątkiem sezonu 1991, kiedy to Brabhamy były napędzane silnikami Yamaha). W sezonie 1992 samochody Brabham rzadko kwalifikowały się do wyścigu. Ostatnim wyścigiem dla zespołu było Grand Prix Węgier, które Damon Hill ukończył na ostatnim, 11. miejscu, cztery okrążenia za zwycięzcą. Po zakończeniu tego wyścigu zespołowi zabrakło funduszy i upadł. Middlebridge Group Limited nie była w stanie nadal spłacać zadłużenia wobec Landhurst Leasing, które ostatecznie urosło do 6 milionów funtów. Landhurst Leasing podał zatem Middlebridge do sądu, a sprawą zajęło się Serious Fraud Office. Uznano winnymi i osadzono w więzieniu dyrektorów zarządzających Landhurst, ponieważ przyjmowali oni łapówki, za co udzielali Middlebridge dalszych pożyczek. Poza Brabhamem po sezonie 1992 Formułę 1 opuściło jeszcze trzech innych konstruktorów: March, Fondmetal i Andrea Moda. Pojawiły się wprawdzie plotki, że Brabham zdoła wystartować w sezonie 1993, ale do tego nie doszło. Aktywa firmy zostały przekazane Landhurst Leasing i w 1993 roku zostały zlicytowane przez syndyków firmy.
W 1993 roku stara fabryka Brabhama została nabyta przez Yamaha Motor Sports i przeznaczona na siedzibę dla firmy Activa Technology Limited, która produkowała części do samochodów wyścigowych i drogowych, a jej dyrektorem był Herbie Blash. W 2006 roku fabryka została zakupiona przez zespół GP2, Carlin DPR.

### 2010: próba powrotu
4 czerwca 2009 roku Niemiec Franz Hilmer, właściciel firmy Formtech, potwierdził, że wysłał do FIA zgłoszenie w sprawie dopuszczenia jego zespołu do startów w sezonie 2010 pod nazwą Brabham. Rodzina Brabham nie była w to zaangażowana i zapowiedziała proces przeciwko Hilmerowi w sprawie nielegalnego użycia nazwy „Brabham”. Brabham nie został dopuszczony do startów na sezon 2010.

## Inne serie

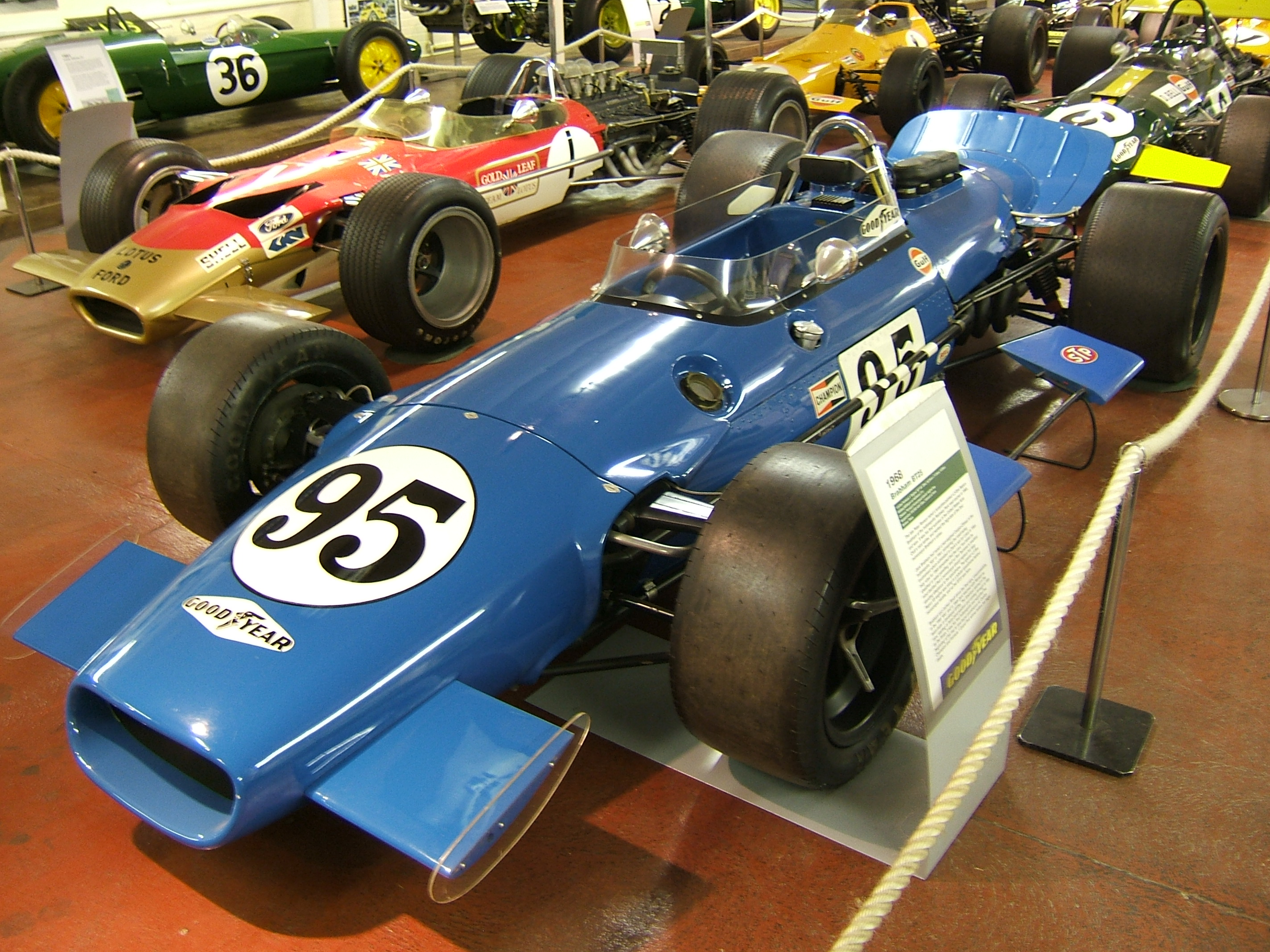
Ostatni zwycięski samochód Brabhama serii USAC – BT25 z 1968 roku

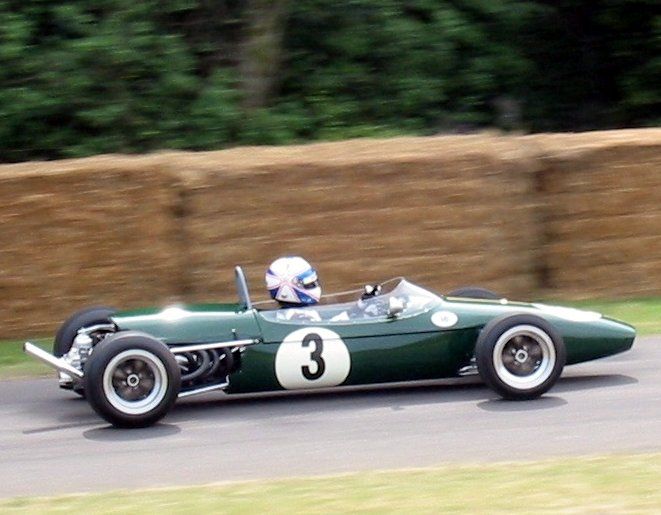
Brabham BT18 zdominował zawody Formuły 2 w roku 1966

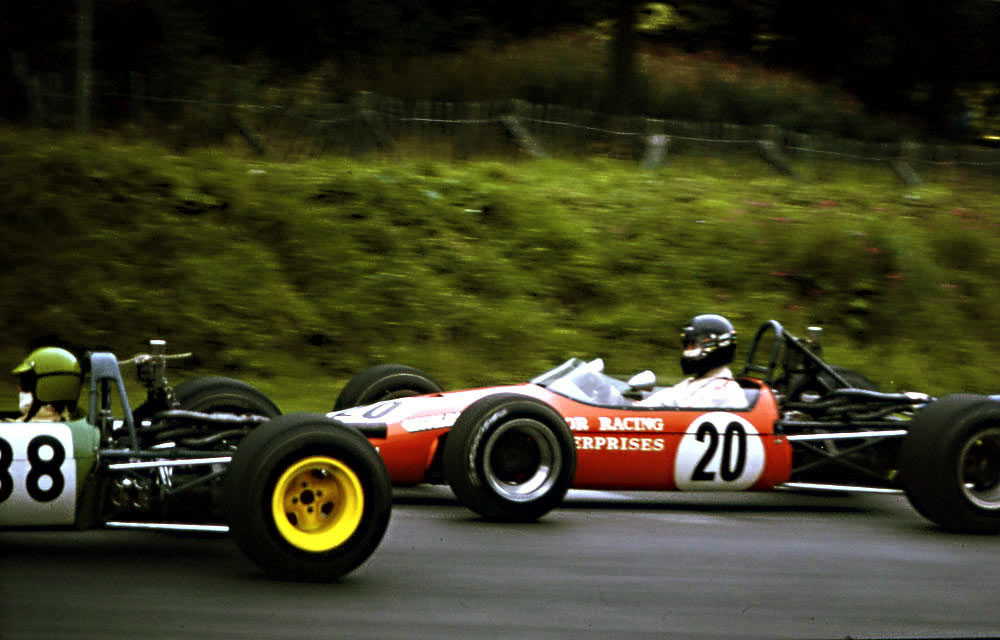
Czołowi kierowcy często używali Brabhamów, gdy ścigali się w Formule 3. Na zdjęciu James Hunt w 1969 roku

### Indycar
Samochody Brabham brały udział w zawodach Indianapolis 500 od połowy lat 60. do wczesnych lat 70. Po nieudanym projekcie z roku 1962, MRD w 1964 roku otrzymał zlecenie na zbudowanie samochodu przeznaczonego do wyścigu Indianapolis 500, napędzanego silnikiem Offenhauser. Powstał model BT12, w którym Jack Brabham wziął udział w zawodach w 1964 roku, ale odpadł z powodu problemów ze zbiornikiem paliwa. Następnym razem w Indianapolis 500 samochód Brabhama wystartował w roku 1966, a Jim McElreath zajął nim trzecie miejsce. W Indianapolis 500 Brabham startował ponownie w latach 1968–1971. W 1969 roku na Brabhamie, napędzanym silnikiem Repco 4,2, Peter Revson zajął piąte miejsce. W 1970 roku Brabham był ponownie napędzany silnikiem Offenhauser, podobnie jak w roku 1971, kiedy to Bill Vukovich II zdobył tym samochodem piąte miejsce. Mimo że samochód Brabham nigdy nie wygrał Indianapolis 500, to McElreath wygrał modelem BT12 w latach 1965–1966 cztery wyścigi serii USAC Championship Car. Kopią tego samochodu był model Dean Van Lines Special, wykonany za zgodą Brabhama przez Clint Brawner, na którym Mario Andretti wygrał mistrzostwa tej serii w roku 1965. Ostatnie zwycięstwo Brabhamowi w serii USAC zapewnił Revson w 1969 roku, jeżdżąc modelem BT25 z silnikiem Repco.

### Formuła 2
W latach 60. i we wczesnych latach 70. kierowcy uczestniczący w Formule 1 często nadal ścigali się w Formule 2. W 1966 roku MRD wyprodukował model dla tej serii ¡ BT18, napędzany silnikiem Honda. Samochód odnosił wiele sukcesów, w tym za sprawą Jacka Brabhama i Denny’ego Hulme’a 11 zwycięstw z rzędu. Samochody były wystawiane przez Motor Racing Developments, a nie przez Brabham Racing Organisation, by uniknąć konfliktu z Repco, ówczesnym dostawcą silników dla Brabhama w Formule 1.

### Formuła 3
Pierwszy samochód Brabhama Formuły 3, BT9, wygrał cztery wyścigi w roku 1964. Jego następca, BT15, okazał się udanym projektem, który wygrał 42 wyścigi. Sprzedano 58 sztuk tego modelu. Nadal rozwijano tę samą koncepcję (m.in. dodano skrzydła pod koniec dekady), a samochody Brabhama były bardzo konkurencyjne w Formule 3 do roku 1971. Model BT38C, wyprodukowany na rok 1972, był pierwszym Brabhamem w Formule 3 niezaprojektowanym przez Tauranaka i posiadającym monocoque, ale odnosił mniej sukcesów, mimo iż zamówiono 40 egzemplarzy tego pojazdu. Ostatnim samochodem Brabhama w Formule 3 był kanciasty BT41.

### Samochody sportowe
Tauranac nie lubił projektować samochodów sportowych i poświęcał na to mało czasu. W latach 1961–1972 zbudowano jedynie 14 samochodów sportowych, chociaż dysponowano ponad 600 nadwoziami. Brabham BT8A był jedynym samochodem sportowym Brabhama zbudowanym w więcej niż jednym egzemplarzu, i odnosił wiele sukcesów w krajowych wyścigach w Wielkiej Brytanii w latach 1964–1965. Projekt został rozwinięty w roku 1966. W ten sposób powstał BT17, pierwotnie wyposażony w silnik Repco, który miał ścigać się w serii Can-Am. Projekt ten został jednak szybko zarzucony z powodu problemów z niezawodnością silnika.

## Motor Racing Developments

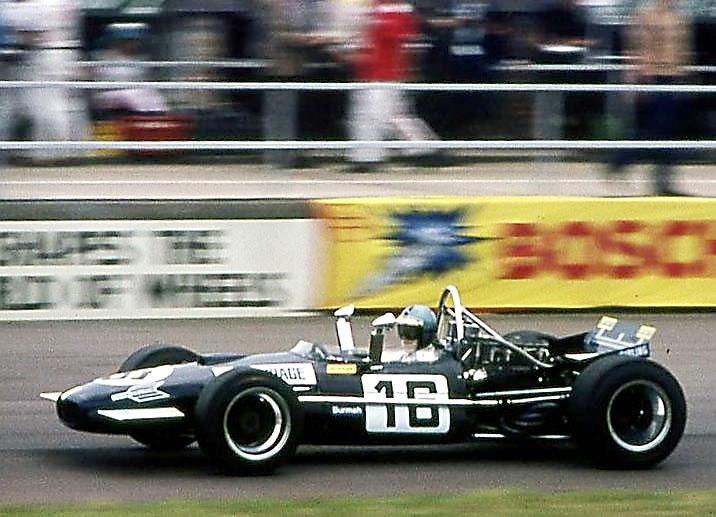
Wiele zespołów Formuły 1 używało samochodów Brabham. Na zdjęciu Piers Courage (FWRC) w roku 1969

Jack Brabham i Ron Tauranac nazwali firmę, którą założyli w 1961 roku, Motor Racing Developments (MRD). Jej pierwotnym celem była produkcja samochodów wyścigowych dla klientów wystawiających swoje zespoły w różnych formułach. Początkowo mieli w niej po 50% udziałów. Tauranac był odpowiedzialny za projektowanie samochodów i prowadzenie interesu, a Brabham był kierowcą testowym i zawierał umowy (np. z Repco na używanie silników czy z MIRA na użycie tunelu aerodynamicznego). Wyrażał również swoje poglądy na temat projektowanych samochodów, często obrabiał części i pomagał w budowie samochodów.
W latach 1963–1965 MRD nie był bezpośrednio zaangażowany w Formułę 1. Do zawodów była zgłoszona inna firma Jacka Brabhama, Brabham Racing Organisation (BRO). Jak inni klienci, BRO kupowało samochody od MRD, co początkowo kosztowało trzy tysiące funtów za samochód, ale nie płacono za rozwój części. MRD często prowadził prace nad samochodami z innych formuł; irytowało to Tauranaka, który chciał być „bliżej” Formuły 1, i przed sezonem 1966 powiedział, że nie będzie pracował nad rozwojem samochodów Formuły 1 przy takim układzie. BRO szukało innego dostawcy nadwozi na sezon 1966, ale ostatecznie Brabham osiągnął porozumienie z Tauranakiem, który w zamian za to był znacznie bardziej zaangażowany w Formułę 1. Pod koniec 1969 roku Brabham sprzedał swoje udziały Tauranakowi, a ten zmienił nazwę zespołu z Brabham Racing Organisation na Motor Racing Developments.
Mimo faktu, że pierwszy samochód wyścigowy MRD zbudował w roku 1961, już w połowie lat 60. stał się największym na świecie producentem samochodów wyścigowych, a do 1970 roku zbudował ponad 500 samochodów. Wiele zespołów Formuły 1 używało samochodów Brabham, a największe sukcesy z nich odnosili Frank Williams Racing Cars i Rob Walker Racing Team. W Grand Prix Wielkiej Brytanii 1965 uczestniczyło siedem Brabhamów, z czego tylko dwa fabryczne. Firma budowała także co roku kilkadziesiąt samochodów dla niższych formuł wyścigowych, osiągając w 1966 roku 89 samochodów. Brabham miał opinię firmy dostarczającej klientom samochodów równych tym używanym przez zespół fabryczny, oferował również klientom wsparcie – Jack Brabham często pomagał klientom ustawiać ich samochody. W tym okresie samochody Brabhama były określane głównie jako „Repco Brabham”. Nie miało to związku z dostarczaniem silników Brabhamowi w latach 1966–1968, a z umową, w myśl której firma Repco dostarczała Jackowi Brabhamowi części, co miało miejsce, gdy Australijczyk ścigał się jeszcze Cooperem.
Pod koniec 1971 roku Bernie Ecclestone kupił MRD. Zachował jednak nazwę Brabham, podobnie jak następni właściciele. Mimo że produkcja samochodów dla klientów miała miejsce przez krótki okres również, gdy właścicielem Brabhama był Ecclestone, to uważał on, że by osiągnąć sukces, firma musi skupić się na Formule 1. Ostatnie samochody dla klientów zostały wyprodukowane w 1973, a były to modele BT40 (dla Formuły 2) oraz BT41 (dla Formuły 3), chociaż Ecclestone pod koniec 1976 roku sprzedał zespołowi RAM Racing używane wcześniej w Formule 1 modele BT44B.
W 1988 roku Ecclestone sprzedał MRD Alfie Romeo. Brabham nie uczestniczył w zawodach Formuły 1 w sezonie 1988, ale Alfa Romeo zatrudniła firmę, by zaprojektować i skonstruować prototyp o nazwie Procar – samochód wyścigowy z sylwetką modelu 164, którego nadwozie było wykonane z włókien węglowych, a umieszczony centralnie silnik osiągał moc 600 KM. Powstał tylko jeden egzemplarz tego samochodu, który nigdy nie został użyty w wyścigu. Samochód ten był określany również jako Brabham BT57.

## Innowacje techniczne

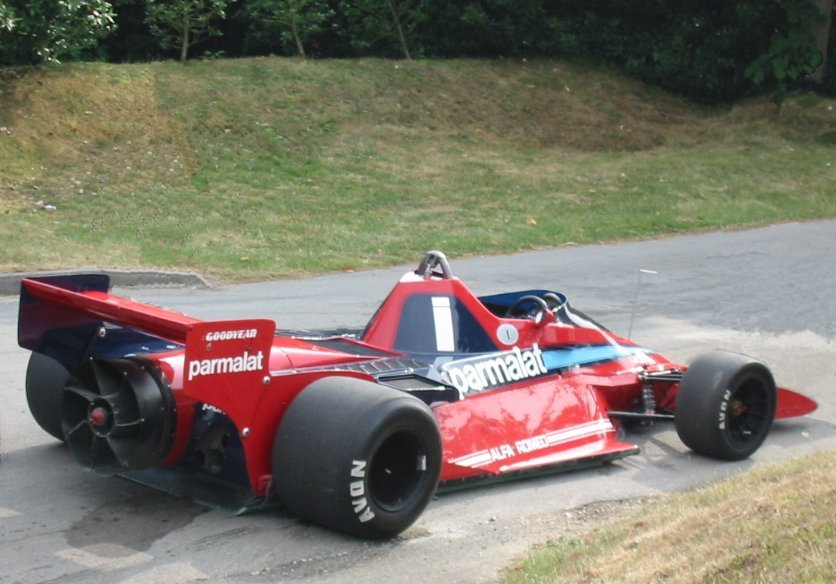
Brabham BT46B „fan car” wygrał jedyny wyścig, w którym wystartował

W latach 60. Brabham był postrzegany jako konstruktor technicznie konserwatywny. Miało to związek głównie z faktem, iż MRD stosował kratownice przestrzenne jeszcze długo po tym, jak Lotus w 1962 roku zaczął stosować lżejszy i sztywniejszy monocoque. Tauranac utrzymywał jednak, że monocoque’i nie były sztywniejsze niż dobrze zaprojektowane kratownice przestrzenne, a trudniejsze do naprawy i utrzymania. Te „staromodne” samochody zdobyły tytuły mistrza świata w latach 1966–1967, a kratownice przestrzenne były używane w Brabhamach do roku 1970, kiedy to ostatecznie bardziej opłacalne okazało się używanie monocoque’ów. Miało to związek ze zmianą regulaminu, który nakazywał umieszczenie zbiorników paliwa w strukturze nadwozia, co niejako zmusiło Brabhama do stosowania monocoque’u. Ostatnimi samochodami Formuły 1 z kratownicą przestrzenną były więc BT26A i eksperymentalna Matra MS84 z 1969 roku.
Mimo dostrzeganego konserwatyzmu, Brabham był pierwszym zespołem, który zastosował tunel aerodynamiczny. Miało to miejsce w 1963 roku. Stosując tunel, Brabham chciał zredukować opór aerodynamiczny i wyeliminować odrywanie się samochodu od ziemi. Tunele aerodynamiczne stały się normą wśród zespołów dopiero na początku lat 80. i są najważniejszą fabryką służącą do projektowania samochodów wyścigowych. Pod koniec lat 60. Brabham rozpoczął prace nad wykorzystaniem docisku aerodynamicznego po to, by samochody bardziej „trzymały się” nawierzchni, a co za tym idzie – szybciej wchodziły w zakręty. Podczas Grand Prix Belgii 1968 Brabham był pierwszym, wraz z Ferrari, zespołem, który użył tylnego spojlera na całej szerokości samochodu, by uzyskać ten efekt.
Wiele innowacji technicznych zastosowano w latach 70. i 80., kiedy głównym projektantem był Murray. W roku 1976 zespół jako pierwszy zastosował hamulce z węgla wzmocnione włóknem węglowym, co pozwoliło zredukować masę nieresorowaną i lepiej hamować z powodu lepszego współczynnika tarcia węgla. W pierwotnej wersji użyto klocków hamulcowych z węgla wzmocnionych włóknami węglowymi oraz stalowych tarcz hamulcowych, pokrytych „krążkami” z węgla. To rozwiązanie z początku nie było solidne. W 1976 roku Carlos Pace na torze Österreichring miał wypadek przy prędkości 290 km/h. Przyczyną wypadku było zapalenie się płynu hamulcowego na skutek zbytniego rozgrzania hamulców. Brabham nadal rozwijał ten system, stosując wykonane z węgla klocki i tarcze. Pod koniec lat 80. rozwiązanie to było używane przez wszystkich konstruktorów na najwyższych poziomach wyścigów samochodowych.
Mimo eksperymentowania z zaporami powietrznymi i brzegami podwozia w połowie lat 70., Brabham – podobnie jak pozostali konstruktorzy – nie rozumiał, skąd wzięła się przewaga Lotusa. Na początku 1978 roku Murray odkrył tę przyczynę, która wiązała się z odpowiednim wyprofilowaniem podwozia, co przyspieszało przechodzenie powietrza pod samochodem, a to z kolei zmniejszało ciśnienie powietrza pod podwoziem w stosunku do ciśnienia powietrza nad nim. Lotus uzyskał efekt Venturiego, co zwiększało przyczepność opon i pozwalało szybciej wchodzić w zakręty bez spadku osiągów na prostych odcinkach. Murray wiedział jednak, że przy zbyt szerokich silnikach Alfa Romeo zastosowanie pomysłu Lotusa nie było możliwe. Zaprojektował więc samochód Brabham BT46B, który z tyłu posiadał wentylator, przysysający go do podłoża. Regulamin zabraniał wprawdzie zespołom umieszczania ruchomych elementów wpływających na aerodynamikę bolidu, ale oficjalnie wentylator chłodził mający problemy z przegrzewaniem się silnik. Samochód wziął udział jedynie w Grand Prix Szwecji, które wygrał kierowca Brabhama, Niki Lauda. Po wyścigu CSI zabroniła stosowania takiego rozwiązania, ale zwycięstwo Laudy zostało utrzymane w mocy.
W 1979 roku Murray zastosował lekkie płyty z tworzyw sztucznych wzmocnionych włóknami węglowymi, by usztywnić monocoque ze stopów aluminium. Murray nie chciał budować całego nadwozia z materiałów kompozytowych, dopóki nie zrozumiał, jak zachowuje się ono w razie wypadku, o czym przekonał się podczas testu zderzeniowego Brabhama BT49. Zespół nie poszedł jednak w ślady McLarena, który zbudował model MP4/1 w całości z materiałów kompozytowych. Pierwszym takim samochodem Brabhama był BT55 z 1986 roku. Ta technologia jest obecnie używana we wszystkich najbardziej prestiżowych wyścigach samochodów jednomiejscowych.
Na sezon 1981 FISA wprowadziła w regulaminie zapis regulujący minimalny prześwit na poziomie 6 cm. Miało to zwolnić samochody na zakrętach poprzez zmniejszenie docisku tworzonego przez efekt przypowierzchniowy. Murray w modelu BT49C zastosował zawieszenie hydropneumatyczne, dzięki czemu można było utrzymać stały prześwit samochodu. Brabham został przez inne zespoły oskarżony o oszukiwanie, ale Murray uważał, że system jest zgodny z regulaminem. Nie zostały wszczęte żadne procedury przeciwko zespołowi, i inne zespoły wkrótce również zastosowały to rozwiązanie.
Podczas Grand Prix Wielkiej Brytanii 1982 Brabham wznowił pomysł tankowania i zmiany opon w trakcie wyścigu, co nie zdarzało się w Formule 1 od sezonu 1957. Po przestudiowaniu technik używanych podczas zawodów Indianapolis 500 i NASCAR, załoga w testach przed wyścigiem była w stanie zatankować samochód i zmienić opony w 14 sekund. Murray uważał, że ta taktyka może przyciągnąć sponsorów, ale w sezonie 1983 zespół zrobił z niej dobry użytek. Na sezon 1983 wprowadzono zakaz tankowania w trakcie wyścigu, który zniesiono po sezonie 1993. Przez ten okres dozwolona była jednak zmiana opon.

## Kontrowersje
„Fan car” oraz zawieszenie hydropneumatyczne były rozwiązaniami wykorzystującymi luki w przepisach. We wczesnych latach 80. Brabham został oskarżony o łamanie przepisów. W sezonie 1981 – kiedy swój pierwszy tytuł zdobył Piquet – pojawiły się plotki, iż samochody Brabham są zbyt lekkie. Jacques Laffite uważał, że Brabham przed regulaminowym ważeniem po wyścigu wyposażał samochody w ciężki balast. Kierownictwo Brabhama zaprzeczyło tym oskarżeniom, a jako że nie wniesiono oficjalnej skargi, nie zostały podjęte żadne działania.
Od 1978 roku Ecclestone był prezydentem FOCA, organizacji reprezentującej interesy zespołów. Ecclestone był oskarżany o to, że wykorzystuje swoją pozycję, by pomagać swojemu zespołowi. Brytyjczyk zaprzeczył temu, a Murray zauważył, że oskarżenia były bezpodstawne, a za przykład może posłużyć to, że pod koniec 1982 roku zespół musiał zrezygnować z projektu Brabhama BT51, który został zbudowany na podstawie tego, że na sezon 1983 było dopuszczone uzyskanie efektu przypowierzchniowego. W zamian za to zespół musiał zaprojektować i zbudować „zastępczy” samochód – BT52 – w zaledwie trzy miesiące. Pod koniec sezonu 1983 Renault i Ferrari wniosły zażalenie, że liczba oktanowa w paliwie stosowanym przez Brabhama przekracza regulaminowe 102. FISA stwierdziła, że maksymalny limit wynosił 102,9, a Brabham go nie przekroczył.

## Wyniki
Pogrubiona czcionka oznacza mistrzostwo świata.
| Sezon | Zespół                                                | Samochód                                 | Opony | Silnik          | Kierowcy                                                                        | Msc. | Pkt. |
| ----- | ----------------------------------------------------- | ---------------------------------------- | ----- | --------------- | ------------------------------------------------------------------------------- | ---- | ---- |
| 1962  | Brabham Racing Organisation                           | Lotus 21 Brabham BT3                     | D     | Climax          | Jack Brabham                                                                    | 7    | 9    |
| 1963  | Brabham Racing Organisation                           | Brabham BT3 Brabham BT7 Lotus 25         | D     | Climax          | Jack Brabham Dan Gurney                                                         | 3    | 28   |
| 1964  | Brabham Racing Organisation                           | Brabham BT7 Brabham BT11                 | D     | Climax          | Jack Brabham Dan Gurney                                                         | 4    | 33   |
| 1965  | Brabham Racing Organisation                           | Brabham BT7 Brabham BT11                 | D G   | Climax          | Jack Brabham Dan Gurney Denny Hulme Giancarlo Baghetti                          | 3    | 27   |
| 1966  | Brabham Racing Organisation                           | Brabham BT19 Brabham BT20 Brabham BT22   | G     | Repco           | Jack Brabham Denny Hulme                                                        | 1    | 42   |
| 1967  | Brabham Racing Organisation                           | Brabham BT19 Brabham BT20 Brabham BT24   | G     | Repco           | Jack Brabham Denny Hulme                                                        | 1    | 37   |
| 1968  | Brabham Racing Organisation                           | Brabham BT24 Brabham BT26                | G     | Repco           | Jack Brabham Jochen Rindt Dan Gurney                                            | 8    | 10   |
| 1969  | Motor Racing Developments                             | Brabham BT26 Brabham BT26A               | G     | Ford            | Jack Brabham Jacky Ickx                                                         | 2    | 51   |
| 1970  | Motor Racing Developments                             | Brabham BT33                             | G     | Ford            | Jack Brabham Rolf Stommelen                                                     | 4    | 35   |
| 1971  | Motor Racing Developments                             | Brabham BT33 Brabham BT34                | G     | Ford            | Graham Hill Tim Schenken Dave Charlton                                          | 9    | 5    |
| 1972  | Motor Racing Developments                             | Brabham BT33 Brabham BT34 Brabham BT37   | G     | Ford            | Graham Hill Carlos Reutemann Wilson Fittipaldi                                  | 9    | 7    |
| 1973  | Motor Racing Developments Ceramica Pagnossin Team MRD | Brabham BT37 Brabham BT42                | G     | Ford            | Carlos Reutemann Wilson Fittipaldi Andrea de Adamich Rolf Stommelen John Watson | 4    | 49   |
| 1974  | Motor Racing Developments                             | Brabham BT42 Brabham BT44                | G     | Ford            | Carlos Reutemann Carlos Pace Rikky von Opel Richard Robarts Teddy Pilette       | 5    | 35   |
| 1975  | Martini Racing                                        | Brabham BT44B                            | G     | Ford            | Carlos Reutemann Carlos Pace                                                    | 2    | 54   |
| 1976  | Martini Racing                                        | Brabham BT45                             | G     | Alfa Romeo      | Carlos Reutemann Carlos Pace Rolf Stommelen Larry Perkins                       | 9    | 9    |
| 1977  | Martini Racing                                        | Brabham BT45 Brabham BT45B               | G     | Alfa Romeo      | Carlos Pace John Watson Hans-Joachim Stuck Giorgio Francia                      | 5    | 27   |
| 1978  | Parmalat Racing Team                                  | Brabham BT45C Brabham BT46 Brabham BT46B | G     | Alfa Romeo      | Niki Lauda John Watson Nelson Piquet                                            | 3    | 53   |
| 1979  | Parmalat Racing Team                                  | Brabham BT46 Brabham BT48 Brabham BT49   | G     | Alfa Romeo Ford | Niki Lauda Nelson Piquet Ricardo Zunino                                         | 8    | 6    |
| 1980  | Parmalat Racing Team                                  | Brabham BT49 Brabham BT49B               | M     | Ford            | Nelson Piquet Ricardo Zunino Héctor Rebaque                                     | 3    | 55   |
| 1981  | Parmalat Racing Team                                  | Brabham BT49 Brabham BT49B Brabham BT49C | G     | Ford            | Nelson Piquet Héctor Rebaque Ricardo Zunino                                     | 2    | 61   |
| 1982  | Parmalat Racing Team                                  | Brabham BT49D Brabham BT50               | G     | Ford BMW        | Nelson Piquet Riccardo Patrese                                                  | 5    | 41   |
| 1983  | Fila Sport                                            | Brabham BT52 Brabham BT52B               | M     | BMW             | Nelson Piquet Riccardo Patrese                                                  | 3    | 72   |
| 1984  | MRD International                                     | Brabham BT53                             | M     | BMW             | Nelson Piquet Teo Fabi Corrado Fabi Manfred Winkelhock                          | 4    | 38   |
| 1985  | Motor Racing Developments Ltd                         | Brabham BT54                             | P     | BMW             | Nelson Piquet Marc Surer François Hesnault                                      | 5    | 26   |
| 1986  | Motor Racing Developments Ltd                         | Brabham BT54 Brabham BT55                | P     | BMW             | Elio de Angelis Riccardo Patrese Derek Warwick                                  | 9    | 2    |
| 1987  | Motor Racing Developments Ltd                         | Brabham BT56                             | G     | BMW             | Riccardo Patrese Andrea de Cesaris Stefano Modena                               | 8    | 10   |
| 1989  | Motor Racing Developments                             | Brabham BT58                             | P     | Judd            | Martin Brundle Stefano Modena                                                   | 9    | 8    |
| 1990  | Motor Racing Developments                             | Brabham BT58 Brabham BT59                | P     | Judd            | Stefano Modena David Brabham Gregor Foitek                                      | 10   | 2    |
| 1991  | Motor Racing Developments Ltd                         | Brabham BT59Y Brabham BT60Y              | P     | Yamaha          | Martin Brundle Mark Blundell                                                    | 9    | 3    |
| 1992  | Motor Racing Developments Ltd                         | Brabham BT60B                            | G     | Judd            | Eric van de Poele Giovanna Amati Damon Hill                                     | –    | 0    |

### Książki
- Ian Bamsey, Enrico Benzing, Mike Lawrence, Allan Staniforth: The 1000 BHP Grand Prix cars. G T Foulis & Co, 1988. ISBN 0-85429-617-4. Brak numerów stron w książce
- Jack Brabham, Doug Nye: The Jack Brabham Story. Motorbooks International, 2004. ISBN 0-7603-1590-6. Brak numerów stron w książce
- Jeff Braun: Inside racing technology. TV Motorsports, 1999. ISBN 0-9646414-0-2. Brak numerów stron w książce
- Timothy Collings: The Piranha Club. Virgin Books, 2004. ISBN 0-7535-0965-2. Brak numerów stron w książce
- Phil Drackett: Brabham – Story of a racing team. Arthur Baker Ltd., 1985. ISBN 0-213-16915-0. Brak numerów stron w książce
- Barrie Gill (ed.): The World Championship 1975 – John Player Motorsport yearbook 1976. Queen Anne Press, 1976. ISBN 0-362-00254-1. Brak numerów stron w książce
- Maurice Hamilton (ed.): Autocourse 1983–1984. Hazleton, 1983. ISBN 0-905138-25-2. Brak numerów stron w książce
- Alan Henry: Brabham, the Grand Prix Cars. Osprey, 1985. ISBN 0-905138-36-8. Brak numerów stron w książce
- David Hodges: A-Z of Formula Racing Cars 1945–1990. Bay View, 1998. ISBN 1-901432-17-3. Brak numerów stron w książce
- Mark Hughes, David Tremayne: The Concise Encyclopedia of Formula One. Parragon, 1998. ISBN 0-7525-6735-7. Brak numerów stron w książce
- Mike Lawrence: Grand Prix Cars 1945-1965. Motor Racing Publications, 1998. ISBN 1-899870-39-3. Brak numerów stron w książce
- Mike Lawrence: Brabham+Ralt+Honda: The Ron Tauranac story. Motor Racing Publications, 1999. ISBN 1-899870-35-0. Brak numerów stron w książce
- Terry Lovell: Bernie’s Game. Metro Books, 2004. ISBN 1-84358-086-1. Brak numerów stron w książce
- Doug Nye: Autocourse history of the Grand Prix car 1966-85. Hazleton, 1986. ISBN 0-905138-37-6. Brak numerów stron w książce
- Nigel Roebuck: Grand Prix Greats. Patrick Stephens Ltd., 1986. ISBN 0-85059-792-7. Brak numerów stron w książce
- Rosalind Wright: Serious Fraud Office Annual Report 1997–98. HMSO, 1998. ISBN 0-10-551856-5. Brak numerów stron w książce
- Brabham – the man and the machines. Unique Motor Books. ISBN 1-84155-619-X. Brak numerów stron w książce

### Czasopisma
- Andrew Baker. Sport Almanack: Racing cars for sale: one careful owner. „The Independent”, 1993-10-10.brak numeru strony
- Paul Fearnley. The powerhouse that Jack built. „Motorsport”, maj 2006.brak numeru strony
- Keith Howard. Carbon fibre. „Motorsport”, czerwiec 2006.brak numeru strony
- Alasdair Murray. Tycoon’s drive and a formula worth millions. „The Times”, 1987-11-11.brak numeru strony
- Michael Scarlett. Team Building. „Motorsport”, maj 2006.brak numeru strony

### Strony internetowe
- CONSTRUCTORS: BRABHAM (MOTOR RACING DEVELOPMENTS LTD.). grandprix.com. [dostęp 2011-09-24]. (ang.).